# 스튜어트 윌슨
스튜어트 윌슨(Stuart Wilson, 1946년 12월 25일 ~ )은 잉글랜드의 배우이다.

## 출연 작품
- 리쎌 웨폰3
- 더 록